# Dietmar Franzke
Dietmar Franzke (* 27. Dezember 1941 in Breslau; † 20. Februar 2023 in Landshut) war ein deutscher Politiker (SPD).
Franzke wuchs in Niederbayern auf. Er besuchte die Volksschule in Arnstorf und erreichte die mittlere Reife an der Staatlichen Realschule Eggenfelden. Danach studierte er an der Sozialakademie in Dortmund. Er war beruflich als Sozialversicherungsfachmann bei der Landesversicherungsanstalt Niederbayern-Oberpfalz in Landshut tätig, wo er als Rentenberater und als Lehrer für Berufsschulen und Fachhochschulen zugelassen war. Er war Vorsitzender des Kreisverbands Landshut der Arbeiterwohlfahrt und Präsident des Fischereiverbandes Niederbayern. Zudem trug er den Bayerischen Verdienstorden.
1960 wurde Franzke Mitglied der SPD. Er war Stadtrat in Landshut. Von 1978 bis 2003 war er Mitglied des Bayerischen Landtags.